# Nematoctonus tripolitanius
Nematoctonus tripolitanius är en svampart som beskrevs av Giuma & R.C. Cooke 1972. Nematoctonus tripolitanius ingår i släktet Nematoctonus och familjen musslingar.   Inga underarter finns listade i Catalogue of Life.